# M 1 (Schiff)
M 1 war ein Minensuchboot der deutschen Kriegsmarine, ihr erster Minensucherneubau nach dem Ersten Weltkrieg.

## Bau und Technische Daten
Das Boot gehörte zum Typ Minensuchboot 1935 und wurde auf der Stülcken-Werft in Hamburg mit der Baunummer 710 am 9. Juli 1936 auf Kiel gelegt. Der Stapellauf erfolgte am 5. März 1937, und am 1. September 1938 wurde das Boot in Dienst gestellt.
Das Boot war 68,10 m lang, 66,0 m in der Wasserlinie, und 8,7 m breit und hatte 2,65 m Tiefgang.  Die Wasserverdrängung betrug 682 Tonnen (standard) bzw. 874 t (maximal).  Die Maschinenanlage bestand aus zwei zweifach doppeltwirkenden Lentz-Einheits-Expansionsdampfmaschinen mit zwei Öl-befeuerten Wagner-Hochdruckkesseln mit 35 atü und ergab eine Leistung von 3200 PS.  Das Boot hatte zwei 6-flügelige Voith-Schneider Propeller von 2,5 m Durchmesser.  Die Höchstgeschwindigkeit lag bei 18,2 kn, und der Aktionsradius betrug 5000 sm bei 10 kn Marschgeschwindigkeit resp. 1000 sm bei 17 kn.  Das Boot war mit zwei 10,5-cm-L/45-Kanonen C/32 (480 Schuss Munition), zwei 3,7 cm SK C/30 (3000 Schuss) und zwei 2-cm-Flak C/30 (4000 Schuss) sowie vier Wasserbombenwerfern und sechs Wasserbomben bewaffnet.  Es konnte bis zu 30 Minen mitnehmen.  1942 wurde die Fla-MG-Bewaffnung auf sechs 2-cm-MG (6000 Schuss) verstärkt.  Die Panzerung schütze gegen Splitter und betrug 10 mm. Die Besatzung bestand aus 3 Offizieren und 81 Mann.

## Schicksal
Beim Beginn des deutschen Überfalls auf Polen gehörte das Boot zur 1. Minensuchflottille, die seit 1933 in Pillau stationiert war. Kommandant des Boots war seit dem 5. März 1939 Oberleutnant zur See Hans Bartels. Die Flottille (mit den Booten M 1, M 3, M 4, M 5, M 7 und M 8) hatte bereits am 24. August 1939 die 230 Mann der Marinestoßtruppkompanie (MSK) in Memel abgeholt und sie noch in der gleichen Nacht auf der Höhe von Stolpmünde auf das Linienschiff Schleswig-Holstein gebracht; die MSK besetzte dann am 1. September die Westerplatte. Danach versah die Flottille Minensuch- und Sicherungsaufgaben sowie U-Boot-Jagd in der Danziger Bucht.
Noch vor Beendigung des Krieges gegen Polen verlegte die Flottille zu Sicherungsdiensten in die Nordsee. Dort versenkte Bartels, der am 1. Oktober 1939 zum Kapitänleutnant befördert worden war, mit M 1 in den frühen Morgenstunden des 24. Februar 1940 im Gebiet der Doggerbank ohne Warnung die vier in Esbjerg beheimateten dänischen Fischkutter Ejjam (E 92), Gerlis (E 456), Merkator (E 348) und Polaris (E 504) durch Rammen.  Bartels meldete seinen Vorgesetzten, dass „aus militärischen Gründen“ von den Kutterbesatzungen niemand gerettet wurde; 16 Fischer aus dem neutralen Dänemark verloren ihr Leben.
Bei der deutschen Invasion von Norwegen im April 1940 nahm sein Boot als Teil der 2. Minensuchflottille, zusammen mit M 2, M 9 und M 13 (Kriegsschiffgruppe 6) an der Besetzung von Egersund teil, wo die vier Boote eine Radfahrkompanie an Land setzten. Danach führte M 1 Sicherungs-, Aufklärungs-, Truppentransport- und Geleitdienst an der norwegischen Süd- und Westküste durch, wobei Bartels durch erhebliche Erfolge beim Aufbringen in den Fjorden versteckter Schiffe auf sich und sein Boot aufmerksam machte. In Kristiansand und Umgebung brachte Bartels mit M 1 unter anderem ein großes (Odin), drei kleine norwegische Torpedoboote und vier Patrouillenboote (bewaffnete ehemalige Walfangboote) auf, die danach von der Kriegsmarine übernommen wurden. Als der „Admiral der norwegischen Westküste“ Otto von Schrader das Boot in Bergen besuchte und dabei die Bezeichnung „Tiger der Fjorde“ benutzte, malten Bartels und die Besatzung ihr Boot entsprechend an und hissten fortan eine selbstgemachte „Tigerflagge“. Am 15. April transportierte M 1 240 Heeressoldaten nach Bergen, brachte auf der Rückfahrt 13 Frachter eines sich zur Fahrt nach England sammelnden Konvois auf und überführte diese Schiffe nach Stavanger. Am 23. April 1940 brachte das Boot zusammen mit Booten der 1. Schnellbootsflottille Heerestruppen den Hardangerfjord und Eidfjord hinauf nach Ulvik. Dort sicherten sie den dort internierten deutschen Frachter Afrika, der im Sinken begriffen war, nachdem die Norweger beim Annähern der deutschen Flottille dessen Flutventile geöffnet hatten. Kurz nachdem die Truppen in Bakranes (60° 34′ N, 6° 55′ O), dem Ortszentrum, an Land gegangen waren, wurden die S-Boote von norwegischen Soldaten beschossen. Dabei gab es einen Toten und zwölf Verwundete. Daraufhin ließ Bartels das Feuer auf den Ort eröffnen. Alle 56 Häuser des Orts wurden durch den Artilleriebeschuss und durch Feuer zerstört; nur die Kirche wurde verschont. Am folgenden Tag, dem 24. April, transportierte M 1 erneut Truppen, entdeckte und enterte dabei das zuvor von den Norwegern im Ulviksfjord internierte deutsche Motorschiff Cläre Hugo Stinnes 1 und nahm während der Rückfahrt nach Bergen weitere Dampfer als Prise.
Ab Mai 1941 gehörte M 1 zur 4. Minensuchflottille in der Nordsee. Beim Angriff auf die Sowjetunion im Juni 1941 nahm das Boot mit der Flottille an der Eroberung der estnischen Inseln Hiiumaa (Dagö), Saaremaa (Ösel) und Muhu (Moon) teil. Bald darauf wurde das Boot, nunmehr auch mit der taktischen Bezeichnung V 5501 belegt, als Führerboot der 55. Vorpostenflottille zu Sicherungsdiensten an der norwegischen Westküste verlegt. Am 26. Mai 1942 kam M 1, mit der taktischen Bezeichnung M 5201 zur 52. Minensuchflottille, die im Raum Bergen die norwegischen Küstengewässer sichern sollte. Am 14. März 1943 erbeutete das Boot das vor Florø gestrandete und aufgegebene britische bzw. norwegische Motortorpedoboot MTB 631, das daraufhin vor den Kriegsmarine als S 631 in Dienst gestellt wurde. In der vierten Juniwoche 1943 sicherten M 1 und das Schwesterboot M 2 die deutschen Minenschiffe Ostmark, Elsaß und Brummer und die Zerstörer Z 27 und Z 30, die die Minensperren „Erzengel“, „Wildschwein“ und „Steinadler“ in der Nordsee legten, um die Westwall-Minensperren nach Norden zu verlängern.

## Ende
Am 12. Januar 1945, kurz nach Mittag, wurde das Boot im Nordbyfjord bei Bergen von einer britischen 5,6 t Tallboy–Fliegerbombe getroffen und versenkt. Dabei verloren 20 Mann der Besatzung ihr Leben. Das Wrack liegt in etwa 340 m Tiefe. Eine Untersuchung des Wracks im Jahre 1996 ergab, dass es in viele Teile zerborsten und teilweise im Sand begraben ist.